# Räkmånglerskan
Räkmånglerskan (engelska: The Shrimp Girl) är en oljemålning av den engelske konstnären William Hogarth. Den målades omkring 1740–1745 och ingår i National Gallerys samlingar i London sedan 1884.   
Detta livfulla porträtt gjordes inte på beställning, tvärtom så var det kvar i konstnärens ägo vid hans död 1764. Antagligen var den porträtterade kvinnan ingen han kände, utan en gatuförsäljare han fångat i flykten och som hade sina varor till försäljning i en korg på huvudet. Denna typ av försäljare var ett vanligt yrke för hustrur och döttrar till fisk- och skaldjurshandlarna i Billingsgate i London. Verket är en snabbt utförd skiss i olja, en ovanlig form av porträttmåleri, men det ger precis den rätta ögonblicksbilden av ett ansikte sett i förbigående. 